# Marcelino Olaechea
Marcelino Olaechea Loizaga (Baracaldo, 9 de enero de 1888-Valencia, 21 de octubre de 1972) fue un religioso salesiano español. Fue obispo de Pamplona durante la Guerra Civil y la posguerra (1935-1946) y más tarde arzobispo de Valencia hasta su retiro en 1966.

## Biografía
Nació en el barrio baracaldés de Luchana. Hijo de Pedro Olaechea, obrero metarúrgico, y Matilde Loizaga.
Ingresó en el colegio salesiano de Baracaldo en 1897. En 1901 entró en la casa de formación de los salesianos en Villaverde de Pontones (Cantabria), donde los salesianos educaban a los niños con posible vocación religiosa. Estudió Filosofía en el noviciado y el estudiantado filosófico de Carabanchel Alto, entonces en los alrededores de Madrid, donde tomó los hábitos a los dieciséis años, y Teología en el estudiantado internacional de Turín.
El 21 de diciembre de 1912 fue ordenado sacerdote, y poco después se trasladó a Lieja (Bélgica) donde completó sus estudios, especializándose en Sociología.
De regreso a España, fue destinado como director de varios colegios de la ordenː La Coruña (1915), el noviciado de Carabanchel Alto (1917). Más tarde fue provincial de la provincia Tarraconense, en Barcelona (1922-1925), y de la provincia Céltica, en Madrid (1925-1933).
En 1933 fue nombrado por el Vaticano visitador de los Seminarios de las provincias eclesiásticas de Valencia, Granada y Sevilla. En 1934 volvió a la vida salesiana, como director del colegio de la Ronda de Atocha, en Madrid.

### Obispo de Pamplona
El 9 de noviembre de 1935 era nombrado obispo de Pamplona, siendo consagrado en Madrid el 27 de octubre del mismo año.
Inicialmente, se mostró contrario a intervenir en política y era conocido por su preocupación por las condiciones materiales y espirituales de los obreros. Así, al clausurar unas jornadas de Acción Católica en Pamplona (19 de enero de 1936), recomendó a militantes y propagandistas que evitaran hablar de política, o que evitasen exaltar tanto a España "que parezca que la Religión es un mero medio de sostener la Patria terrena". Sin embargo, poco después mostró su adhesión a las fuerzas políticas derechistas que se oponían a la República. El 10 de febrero de 1936, seis días antes de las elecciones, participó en un solemne acto de profundo sentimiento patriótico celebrado en el palacio episcopal de Pamplona, en el que dio audiencia a un grupo de jóvenes de la Sección Femenina y dos unidades de Falange vistiendo la camisa azul y formadas militarmente, bendiciendo su bandera a los participantes.
Tras el pronunciamiento del 17 y 18 de julio de 1936, evitó al principio las muestras de adhesión a los alzados. Así, excusó su asistencia, alegando enfermedad, a la misa de campaña organizada por el Diario de Navarra el día 25 de julio, festividad de Santiago, para consagrar el requeté al Sagrado Corazón de Jesús en la plaza del Castillo pamplonesa.
A los carlistas y a los militares insurgentes les irritaba la actitud del obispo de Pamplona, que deploró el estallido de la guerra y se negó a bendecir incondicionalmente a las tropas. A finales de julio, se acusaba a Olaechea de socialista.

#### La carta pastoral conjunta
El 6 de agosto —cuando las noticias sobre las matanzas de religiosos en la zona republicana ya habían llegado a Navarra (el obispo de Lérida, Salvio Huix Miralpeix, había sido asesinado el 5 de agosto)— se lee desde la radio de Vitoria una Carta pastoral conjunta de los obispos de Pamplona y Vitoria. Esta carta se refiere a la "colaboración vasco-comunista" y en ella se negaba la licitud de "fraccionar las fuerzas católicas ante el enemigo común", considerando enemigo común a "este monstruo moderno, el marxismo o comunismo, hidra de siete cabezas, síntesis de toda herejía" refiriéndose a la colaboración de los nacionalistas vascos con las fuerzas republicanas, para oponerse a las declaraciones de José Antonio Aguirre, miembro del PNV y de la Asociación Católica Nacional de Propagandistas, y futuro lehendakari, en las que sostenía que la guerra no era religiosa, en el sentido de cruzada,  sino simplemente política y social. La pastoral no consiguió su objetivo y los nacionalistas vascos siguieron oponiéndose a los sublevados.
No hay unanimidad en cuanto a la redacción de esta carta:
- Esta carta pastoral conjunta fue redactada, según algunos autores por el cardenal primado Isidro Gomá, y habían sido los propios Mateo Múgica y Marcelino Olaechea los que habían acudido a Gomá para solicitarle que elaborase un documento "en el que se declarara la improcedencia o ilicitud de la conducta del nacionalismo vasco".[8]
- Para Jackson, el autor de la carta fue Gomá. Con la idea de evitar una lucha fratricida entre católicos, insistió ante Múgica y Olaechea para que redactasen la carta pastoral, condenando la oposición de los nacionalistas al alzamiento. Finalmente la redactó él, enviándosela a los dos obispos para correcciones. A Olaechea le pareció muy fuerte, por lo que introdujo algunos añadidos y correcciones. Múgica quiso consultar con personas de su confianza de Bilbao antes de aprobar la redacción de Gomá. Pero la carta fue leída como conjunta por la radio de Vitoria sin el beneplácito de Múgica y sin las correcciones y añadidos de Olaechea. Como en Bilbao se conocían las circunstancias de esta carta, no fue aceptada como una verdadera pastoral, pese a que Múgica declarase en septiembre que no había sufrido ninguna presión para su redacción.[9]

- Poco después, el 10 de enero de 1937, el cardenal Gomá cita dicha pastoral sin reconocerla como obra suya.[10]

#### Olaechea decide apoyarLa Cruzada
El apoyo de Olaechea a los sublevados se hizo explícito a finales de agosto cuando convoca una "solemne procesión de rogativa" a la Virgen del Rosario para el 23 de agosto con estas palabras:

Vivimos una hora histórica en la que se ventilan los sagrados intereses de la Religión y de la Patria [..] una contienda entre la civilización y la barbarie.

Ese mismo día, el obispo Olaechea publicó una exhortación pastoral en la que califica explícitamente a la guerra de «Cruzada» (en ella, pedía limosnas para quienes combatían «por la causa de Dios y por España, porque no es una guerra [..] es una Cruzada, y la Iglesia [..] no puede menos de poner cuanto tiene en favor de sus cruzados»). Era el primer obispo en calificarla así.
El 22 de octubre, Falange celebró en Pamplona el aniversario de su fundación, con una misa de campaña ante las autoridades y millares de asistentes. En el sermón Olaechea proclamó su «cariño» a Falange «por ser obispo, por ser patriota y por ser amante el obrero».
Durante todo el verano, decenas de sacerdotes y seglares habían acudido al palacio episcopal para pedirle al obispo que intercediera por los represaliados. Sin embargo, el obispo calló, como citó en sus memorias Marino Ayerra. Solo en noviembre, cuando los habitantes de un pueblo de Navarra lincharon a 50 presos políticos, el obispo Olaechea pidió que cesaran las "sacas", "paseos" y asesinatos extrajudiciales en Navarra. Así el día 15 dirigió un discurso, titulado "Ni una gota de sangre de venganza", a unos doscientos jóvenes de Acción Católica en la parroquia de San Agustín de Pamplona. En ella decía:

No más sangre que la que quiera el Señor que se vierta, intercesora en los campos de batalla para salvar a nuestra Patria, gloriosa y desgarrada. [..] No más sangre que la decretada por los Tribunales de Justicia, serena, largamente pensada, escrupulosamente discutida, clara, sin dudas, que jamás será amarga fuente de remordimientos.

Sin embargo, durante los últimos meses de 1936 y casi todo 1937 fueron muy pocos los asesinados que pasaron por consejos de guerra y tribunales militares. La represión «legal», simbolizada por los «Tribunales de Justicia» que reclamaba Olaechea no comenzó a imponerse en la zona franquista hasta otoño de 1937. 
Olaechea fue uno de los firmantes de la Carta colectiva del episcopado español, el 1 de julio de 1937.
Amigo de Josemaría Escrivá, le hospedó en el palacio episcopal de Pamplona (11 de diciembre de 1937-7 de enero de 1938). Escrivá acababa de pasar de la zona republicana a la nacional a través de los Pirineos. En 1941 Escrivá predicó diversas tandas de ejercicios espirituales al clero navarro. Olaechea confirió el subdiaconado a Álvaro del Portillo, José María Hernández Garnica y José Luis Múzquiz —los tres primeros miembros del Opus Dei en recibir el sacerdocio— que se ordenaron el 24 de junio de 1944.
Tras el fin de la Guerra Civil, Olaechea siguió siendo obispo de Pamplona hasta que el papa Pío XII le nombró arzobispo de Valencia el 17 de febrero de 1946.

### Arzobispo de Valencia

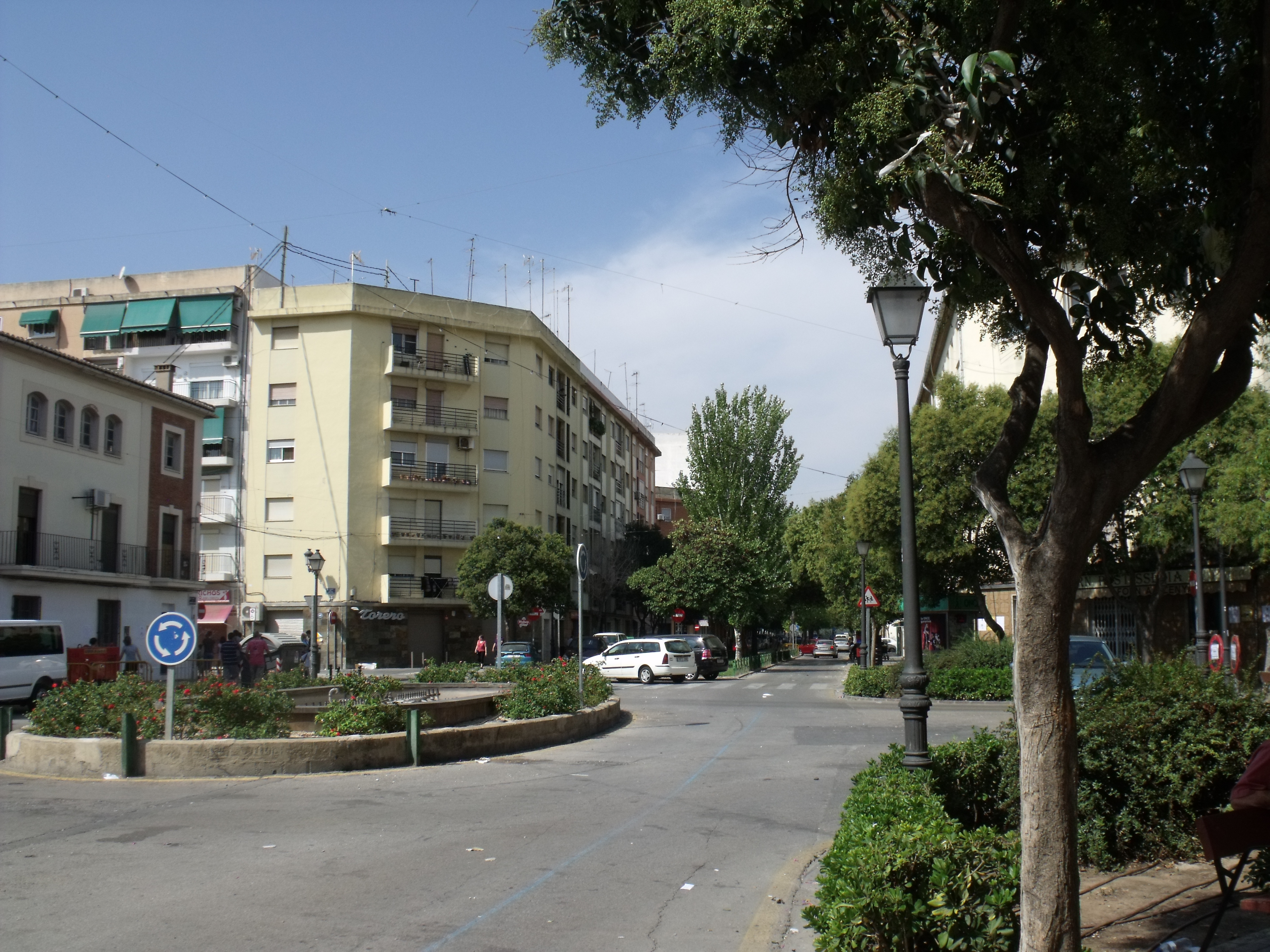
Calle dedicada al arzobispo Olaechea, en el barrio de San Marcelino, promovido por él mismo.

El pontificado de Olaechea en Valencia se caracterizó por grandes manifestaciones y concentraciones: procesión de la Virgen de los Desamparados en Valencia al producirse las Bodas de Plata de su coronación canónica, las Misiones Populares de 1949 y 1955 en Valencia, los Congresos Eucarísticos Regionales, el Cuarto Congreso Eucarístico Nacional, el Año Santo de 1950 o el Año Mariano de 1954. Prologó el Eucologio de Vicente Sorribes (1951), el Cancionero Diocesano recopilado por Mn. Climent (1959) y la Recopilación de Cánticos Cristianos de Agustín Alamán (1961). Tras la promulgación de la constitución Sacrosanctum Concilium, en 1966 firmaba la carta pastoral Lengua latina, lenguas vernáculas y liturgia. Promovió la construcción en 1954 del barrio conocido como San Marcelino para personas necesitadas de una vivienda.
Hitos del pontificado de Olaechea fueron la celebración del Sínodo Diocesano de 1951 o la construcción de un nuevo seminario en Moncada, la potenciación del laicado católico, simbolizado por Acción Católica. También favoreció iniciativas de tipo asistencial, como la creación en 1948 del Instituto Social Obrero, para la formación de los trabajadores, la fundación en 1947 del Banco de Nuestra Señora de los Desamparados para la ayuda a los necesitados; o la construcción de viviendas protegidas a través de dicho patronato benéfico, como las viviendas del Grupo San Marcelino, actual barrio de la ciudad.

### Renuncia y últimos años
Al cumplir los 75 años de edad, según las normas del Concilio Vaticano II, presentó su renuncia, que fue aceptada por el papa Pablo VI el 19 de noviembre de 1966.
En 1967 se opuso a que el régimen franquista legalizara la libertad religiosa y como procurador en Cortes abandonó la sala de sesiones al dar comienzo los debates encaminados a aprobar tal ley. Posteriormente felicitó a los procuradores que habían votado en contra de la misma, a quienes manifestó que habían sido fieles a la mente del Concilio Vaticano II en España y que el papa Pablo VI había definido la unidad católica de España como su «don más precioso».
Marcelino Olaechea falleció en Valencia el 21 de octubre de 1972. Sus restos mortales descansan en la capilla de Santo Tomás de Villanueva de la catedral.